# Apama II
Apama II , đôi khi được gọi là Apame II (tiếng Hy Lạp cổ: Ἀπάμα khoảng năm 292 TCN-sau năm 249 TCN) là một công chúa Hy Lạp Syria của đế chế Seleukos và thông qua hôn nhân trở thành hoàng hậu của Cyrenaica.

## Tiểu sử
Apama II là người có nguồn gốc Hy Lạp, Macedonia và Ba Tư. Bà là một người con gái của vị Vua thứ hai nhà Seleukos, Antiochos I Soter với hoàng hậu Stratonice của Syria. Trong số các anh chị em của bà có Stratonice của Macedonia và vua Seleukos,Antiochos II Theos. Ông nội của bà là vị vua khai quốc nhà Seleukos, Seleukos I Nikator và vợ là Vương hậu Apama I,trong khi ông bà ngoại của bà là vua triều đại Antigonos, Demetrios I của Macedonia và người vợ của ông là Vương hậu Phila. Apama được mang tên của bà nội và bà dì bên nội cùng tên.
Khoảng năm 275 trước Công nguyên, Apama cưới người anh họ cách ba đời của bà, vị vua Hy Lạp Magas của Cyrene. Bà ngoại của Apama và bà của Magas là anh em họ nội. Cha đẻ của bà ngoại của họ là anh em . Mặc dù cuộc hôn nhân của cô với Magas là cùng một triều đại, Antiochos I sắp xếp để cuộc hôn nhân này xảy ra như là một phần của một liên minh chính trị giữa ông ta và Magas để xâm lược Ai Cập . Thông qua cuộc hôn nhân với Magas, Apama trở thành hoàng hậu của Cyrenaica. Ở Cyrenaica, có một dòng chữ kính cẩn còn sót lại tôn vinh Apama, như một vị vua và vợ của Magas.
Sau năm 270 TCN, Apama sinh cho Magas một người con gái được gọi là Berenice II, người con duy nhất của họ được biết đến. Năm 250 trước Công nguyên, Magas và Apama đã đính hôn Berenice II, với người anh em họ bên nội của bà ta là hoàng tử Ptolemaios III Euergetes nhà Ptolemaos . Magas và cha của Ptolemaios III, là anh em cùng mẹ. Có thể trong năm 250 TCN hoặc 249 trước Công nguyên, Magas đã qua đời . Apama đã trở thành một vợ góa và một Vương hậu Hy Lạp quyền lực. Để bảo vệ Cyrenaica khỏi triều đại Ptolemaios, Apama đã mời người chú bên ngoại của mình, hoàng tử Hy Lạp Macedonia Demetrios Công Bình  tới Cyrenaica. Apama cho phép Demetrios, kết hôn với con gái của bà, đổi lại ông sẽ trở thành vua. Demetrios đã đồng ý với yêu cầu của cháu gái mình và kết hôn với con gái của bà. Khi Demetrios trở thành vua, đã không có sự chống đối nào đối với việc ông lên ngôi vua.

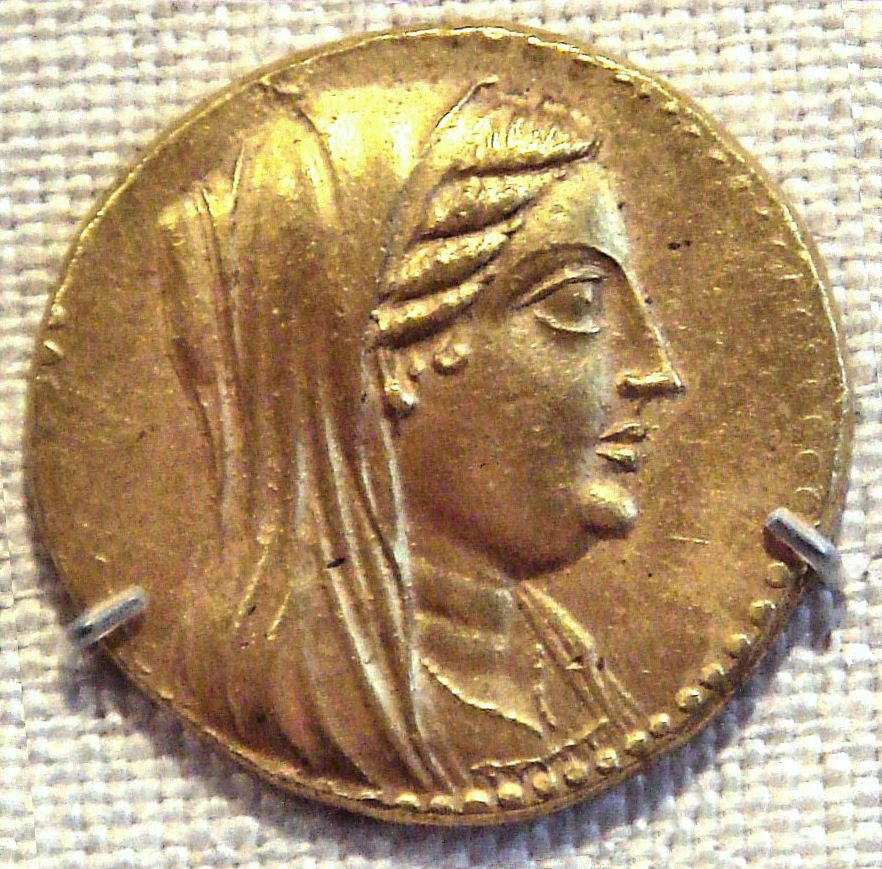
Berenice II, là con gái của vua Magas xứ Cyrene.

Sau khi Demetrios kết hôn với chắt nội của mình, Apama và Demetrios đã trở thành người tình của nhau. Berenice đã trở nên ghen tị với mối quan hệ của mẹ với chồng của bà. Bà ta, không những tranh cãi với cả mẹ mình và người chồng, mà còn quyết định đâm chết Demetrios, người đã trút hơi thở cuối cùng trong vòng tay Apama. Bài thơ Coma Berenices của nhà thơ Hy Lạp Callimachos (đã bị mất, nhưng được biết đến trong một bản dịch tiếng Latin hoặc diễn giải bởi Catullus), rõ ràng đề cập đến việc giết chết Demetrios của bà ta:
Sau cái chết của Demetrios, Cyrenaica trở thành một phần của Đế quốc Ptolemaios . Berenice II rời bỏ Cyrenaica và đi đến Ai Cập, nơi đó bà kết hôn với em họ Ptolemaios III và thông qua cuộc hôn nhân của mình, bà trở thành hoàng hậu Ai Cập. Apama đã đi cùng với Berenice II tới Alexandria nơi cuối cùng bà định cư ở đó với con gái mình và gia đình bà ta.
Apama đôi khi được gọi là Arsinoe . Sau khi bà kết hôn với Magas, có một khả năng Apama thay đổi tên của mình thành Arsinoe, mà vốn quen thuộc hơn với nhà Ptolemaios. Apama liên quan đến triều đại Ptolemaios thông qua hôn nhân và là một người họ hàng xa của Eurydice của Ai Cập và Berenice I của Ai Cập, những người vợ khác nhau của vua Ptolemaios I Soter.